# Roseaux (banda)
Roseaux é um projeto de rock alternativo de música francesa formado por Emile Omar e inclui artistas como Alex Finkin, Clement Petit e Aloe Blacc. A banda foi formada em Julho de 2012. A banda lançou o álbum de estréia auto-intitulado Roseaux pela garvadora Fanon/Tôt ou tard. Todas as onze faixas do álbum incluem os vocais de Aloe Blacc, incluindo o single de estréia "More Than Material". Ambos o álbum e o single tiveram índices nos gráficos musicais da SNEP, o gráfico musical oficial da França para singles e álbuns.

## Discografia

### Álbuns
| Ano  | Álbum   | Posições nos gráficos | Notas |
| Ano  | Álbum   | FRA                   | Notas |
| ---- | ------- | --------------------- | --- |
| 2012 | Roseaux | 92                    | Tracklist (todas as faixas participa Aloe Blacc): 1. "Strange Things" (3:45) 2. "If You Didn't Love Me (Don't Go Away)" (2:50) 3. "Walking on the Moon" (5:27) 4. "Girl You Rock My Soul" (3:22) 5. "We All Must Live Together" (5:13) 6. "Clarao Da Lua" (3:14) 7. "Indifference" (3:30) 8. "More Than Material" (3:57) 9. "Try Me" (5:17) 10. "Missing You" (7:47) 11. "If You Didn't Love Me (Don't Go Away) [Winter Outro] (3:54) |

### Singles
| Ano  | Single                                          | Posições nos gráficos | Álbum   |
| Ano  | Single                                          | FRA                   | Álbum   |
| ---- | ----------------------------------------------- | --------------------- | ------- |
| 2012 | "More Than Material" (Roseaux part. Aloe Blacc) | 80                    | Roseaux |